# Ettore Reynaudi
Ettore Reynaudi (Novara, 4 novembre 1895 – Novara, 17 giugno 1968) è stato un calciatore italiano, di ruolo mediano.

## Carriera

### Giocatore

#### Club
Reynaudi iniziò a giocare per il Novara come riserva nel ruolo di mezzala durante la stagione 1911-1912. A partire dalla stagione 1914-1915 entrò a far parte definitivamente della prima squadra nel nuovo ruolo di mediano, che avrebbe poi ricopertoi per tutto il resto della carriera. La Grande Guerra ne interruppe l'attività agonistica e lo portò a combattere in Iugoslavia e in Macedonia, ed al suo rientro venne ingaggiato per due anni dalla Juventus. Nel 1920 tornò al Novara e vi rimase fino al 1927. L'anno successivo venne nuovamente ingaggiato dalla Juventus, al tempo campione d'Italia in carica, e chiuse la carriera con Novara e Monza.

#### Nazionale
Reynaudi esordì in Nazionale il 13 maggio 1920 in un'amichevole contro i Paesi Bassi in cui subentrò a metà partita a Guido Ara. In seguito venne convocato per le Olimpiadi di Anversa dove giocò 2 partite, contro Egitto e Norvegia, entrambe vinte, mentre non scese in campo in occasione delle due sconfitte contro Francia e Spagna. In seguito ebbe occasione di giocare altre 3 amichevoli in maglia azzurra (l'ultima delle quali contro i Paesi Bassi in data 8 maggio 1921), per poi ritirarsi dall'attività internazionale a causa dell'eccessivo stress nonostante fosse tra i convocati anche per le partite successive.

### Allenatore
Dopo il ritiro rimase nel mondo del calcio come allenatore delle giovanili del Novara fino agli inizi degli anni cinquanta. Poi allenò il Verbania nella stagione 1946-1947 in Serie C.

## Statistiche

### Cronologia presenze e reti in Nazionale
| Cronologia completa delle presenze e delle reti in nazionale ― Italia | Cronologia completa delle presenze e delle reti in nazionale ― Italia | Cronologia completa delle presenze e delle reti in nazionale ― Italia | Cronologia completa delle presenze e delle reti in nazionale ― Italia | Cronologia completa delle presenze e delle reti in nazionale ― Italia | Cronologia completa delle presenze e delle reti in nazionale ― Italia | Cronologia completa delle presenze e delle reti in nazionale ― Italia | Cronologia completa delle presenze e delle reti in nazionale ― Italia |
| Data                                                                  | Città                                                                 | In casa                                                               | Risultato                                                             | Ospiti                                                                | Competizione                                                          | Reti                                                                  | Note                                                                  |
| --------------------------------------------------------------------- | --------------------------------------------------------------------- | --------------------------------------------------------------------- | --------------------------------------------------------------------- | --------------------------------------------------------------------- | --------------------------------------------------------------------- | --------------------------------------------------------------------- | --------------------------------------------------------------------- |
| 13/05/1920                                                            | Genova                                                                | Italia                                                                | 1 – 1                                                                 | Paesi Bassi                                                           | Amichevole                                                            | 0                                                                     |                                                                       |
| 28/08/1920                                                            | Anversa                                                               | Italia                                                                | 2 – 1                                                                 | Egitto                                                                | Olimpiadi 1920                                                        | 0                                                                     |                                                                       |
| 31/08/1920                                                            | Anversa                                                               | Norvegia                                                              | 1 – 2                                                                 | Italia                                                                | Olimpiadi 1920                                                        | 0                                                                     |                                                                       |
| 6/03/1921                                                             | Milano                                                                | Italia                                                                | 2 – 1                                                                 | Svizzera                                                              | Amichevole                                                            | 0                                                                     |                                                                       |
| 5/05/1921                                                             | Anversa                                                               | Belgio                                                                | 2 – 3                                                                 | Italia                                                                | Amichevole                                                            | 0                                                                     |                                                                       |
| 8/05/1921                                                             | Amsterdam                                                             | Paesi Bassi                                                           | 2 – 2                                                                 | Italia                                                                | Amichevole                                                            | 0                                                                     |                                                                       |
| Totale                                                                |                                                                       | Presenze                                                              | 6                                                                     |                                                                       | Reti                                                                  | 0                                                                     |                                                                       |